# جاك ويتني
جاك ويتني (بالإنجليزية: Jack Whitney)‏ هو مهندس ومهندس الصوت أمريكي، ولد في 21 فبراير 1905 في آيوا في الولايات المتحدة، وتوفي في 2 نوفمبر 1992 في سان دييغو في الولايات المتحدة.

## وصلات خارجية
- جاك ويتني على موقع IMDb (الإنجليزية)
- جاك ويتني على موقع قاعدة بيانات الفيلم (الإنجليزية)